# Spatzenbach (Lein, Gausmannsweiler)
Der Spatzenbach ist ein Bach des Welzheimer Waldes im Stadtgebiet von Welzheim im baden-württembergischen Rems-Murr-Kreis. Nach 11⁄2 km langem Lauf nach Ostsüdosten mündet er einen halben Kilometer oberhalb des Aichstruter Stausees von rechts in die oberste Lein.
Weiter abwärts am Unterlauf läuft der Lein ein größerer Spatzenbach nahe dem Abtsgmünder Dorf Neubronn von links zu.

## Geographie

### Verlauf
Der Spatzenbach entsteht am Ostrand des Welzheimer Weilers Gausmannsweiler auf etwa 535 m ü. NHN. Dort entfließt Wasser aus zwei nahe beieinander liegenden Quellsümpfen, eines davon mit Korb- und Bruch-Weiden bestanden, das sich bald vereint und in weiter Talmulde in einem Graben ostwärts zwischen Weideland abfließt. Bald zieht dieser an einer feuchten Eschenreihe vorbei. Beide Feuchtflächen sind vielleicht Überreste einer Kette von über einem halben Dutzend winziger Fischteiche, die laut einer Karte aus dem frühen 20. Jahrhundert dort am obersten Lauf vom Gewässer durchflossen wurden, von denen aber heute nichts mehr zu sehen ist.
Der wenig gewundene Bach zieht dann in selber Richtung ohne höheren Bewuchs am Ufer durch eine Wiesenbucht ostwärts. Etwa in deren Mitte fließt an einer Wirtschaftswegquerung ein erster Bach aus dem Nordwesten zu, der lange am Rand des Waldgewanns Maieresch zu den Hofwiesen entlangzieht, aber keinen dauerhaften Durchfluss hat.
Am Ende der Bucht tritt der Spatzenbach in den Wald ein und fließt nun mehr und mehr südostwärts. Er nimmt einen wiederum unbeständigen Bach von rechts aus dem Waldgewann Leinwiesen auf und kurz danach von links den Bach aus dem Maieresch, seinen mit etwa einem Kilometer längsten Zufluss. 
Dieser entspringt im Nordnordwesten in Quellsümpfen, die mit Torfmoosen bewachsen sind. Er fließt, nur 1⁄4 bis 3⁄4 Meter breit, mit wenig Gefälle und in Mäandern durch den Wald, wobei er mehr und mehr Zufluss von nahen Sickerquellen erfährt. Sein klares Wasser zeigt eine schlammige bis kiesige Sohle. Gegen den aufnehmenden Bach zu wird der Lauf mehr grabenartig wie dieser und löst sich im feuchten und sehr flachen Mündungsbereich schließlich auf.
Der Spatzenbach selbst hat auf seinem sehr geraden letzten halben Kilometer im Gewann Leinwiesen nurmehr etwa drei Meter Gefälle. Dann fließt er auf 500,4 m ü. NHN von rechts der obersten Lein zu, etwa 0,5 km nördlich der Stelle, wo diese auf 498 m ü. NHN in den Aichstruter Stausee einfließt.
Der Spatzenbach mündet nach 1,5 km langem Lauf mit etwa 22 ‰ mittlerem Sohlgefälle ungefähr 35 Höhenmeter unterhalb seines Ursprungs bei Gausmannsweiler.

### Einzugsgebiet
Der Spatzenbach hat ein 1,8 km² großes Einzugsgebiet, das in Gänze zu den Welzheim-Alfdorfer Platten im rechtsremsischen Unterraum Welzheimer Wald des Naturraums Schurwald und Welzheimer Wald gehört. Es erhebt sich mit etwa 558 m ü. NHN am Nordrand am höchstens. 
Dort gehört ein weniger als 9 Ar großer Waldzwickel des Einzugsgebietes zur Gemeinde Kaisersbach, das restliche mitsamt dem einzigen Siedlungsplatz Gausmannsweiler nahe der westlichen Wasserscheide dagegen zur Stadt Welzheim. Im Westen ist die Flur offen, ebenso in einer vom Bachlauf durchzogenen Wiesenbucht im mittleren Einzugsgebiet, während das übrige mittlere und das östliche mit Wald bewachsen ist.
Im Norden und Osten entspringt und fließt dann nahe die oberste Lein, der dort von der Wasserscheide her keine relevanten Zuflüsse zulaufen. Das Gebiet jenseits der südlichen Wasserscheide entwässert über den Seewiesengraben, der ihr im Aichstruter Stausee zuläuft, zur abwärtigen Lein. Im Westen fließt wenig entfernt und ebenfalls ohne bedeutende Zuflüsse von der Scheide her die oberste Wieslauf, die über die Rems den Neckar speist, während das Wasser der Lein sich erst nach einem langen Umweg über den Kocher sich mit dem Wieslauf-Abfluss weiter abwärts am Neckar mischt.

### Zuflüsse und Seen
Liste der Zuflüsse und von der Quelle zur Mündung. Gewässerlänge, Einzugsgebiet und Höhe nach den entsprechenden Layern auf der Onlinekarte der LUBW. Andere Quellen für die Angaben sind vermerkt.
- (Bach dem Flurrand des Maiereschs entlang), von links und Nordosten auf etwa 502 m ü. NHN an einer Feldquerung des Spatzenbachs in der Mitte der Flurbucht, ca. 0,6 km[LUBW 4] und ca. 0,4 km². Entsteht auf etwa 530 m ü. NHN am Rand des Maiereschs zu den Hofwiesen. Unbeständig.
- (Bach aus den Leinwiesen), von rechts und Westsüdwesten auf etwa 503 m ü. NHN im Wald, ca. 0,4 km[LUBW 4] und ca. 0,2 km². Entsteht auf etwa 521 m ü. NHN im Waldgewann Leinwiesen. Unbeständig.
- (Bach aus dem Maieresch), von links und Nordnordwesten auf etwa 503 m ü. NHN im Wald, 1,0 km und ca. 0,5 km². Entsteht auf etwa 532 m ü. NHN im  Maieresch.

## Geologie
Um die Wasserscheide am Westrand des Einzugsgebietes liegt Angulatensandstein, in dessen Übergangsbereich zum darunterliegenden Psilonotenton, der niedrigsten Schicht des Schwarzjuras, entsteht der Bach und wechselt dann bald auf Ostlauf in den Knollenmergel (Trossingen-Formation), später in den Stubensandstein (Löwenstein-Formation), in dessen Schichthöhe er auch mündet.
In die beiden Mittelkeuper-Formationen ist bald ein breites Sedimentband um den Bach eingelagert, das nach dem Zufluss des Bachs aus dem Maieresch aus Auensand besteht. Auf dem linken Mündungssporn liegt Lösssediment aus quartärer Ablagerung, das auch in breitem Streifen an der westlichen Wasserscheide auf dem größeren Teil des Angulatensandsteins liegt.

## Natur und Schutzgebiete
Weniger als 200 Meter nordöstlich des Ortsrandes von Gausmannsweiler birgt ein kleines Feldgehölz in der Wiesenflur der Hofwiesen einen Quellsumpf, der als Naturdenkmal unter Schutz steht. In dessen Osten gehört über die Hälfte des Einzugsgebietes zum Landschaftsschutzgebiet Gebiete nördlich und östlich Welzheim, das gesamte zum Naturpark Schwäbisch-Fränkischer Wald.

## Tourismus
Der Limes-Wanderweg (Hauptwanderweg 6) des Schwäbischen Albvereins durchquert auf seiner Etappe zwischen Murrhardt und Welzheim das Einzugsgebiet von Norden nach Süden und kreuzt dabei den Bach am Mittellauf.

### LUBW
Amtliche Online-Gewässerkarte mit passendem Ausschnitt und den hier benutzten Layern: Lauf und Einzugsgebiet des Spatzenbachs

Allgemeiner Einstieg ohne Voreinstellungen und Layer: Daten- und Kartendienst der Landesanstalt für Umwelt Baden-Württemberg (LUBW) (Hinweise)
1. 1 2 3  Höhe nach dem Höhenlinienbild auf dem Hintergrundlayer Topographische Karte.
2. ↑  Höhe nach grauer Beschriftung auf dem Hintergrundlayer Topographische Karte.
3. 1 2  Länge nach dem Layer Gewässernetz (AWGN).
4. 1 2 3  Länge abgemessen auf dem Hintergrundlayer Topographische Karte.
5. ↑  Einzugsgebiet nach dem Layer Basiseinzugsgebiet (AWGN).
6. ↑  Natur teilweise nach dem Layer Geschützte Biotope.
7. ↑  Höhe nach blauer Beschriftung auf dem Hintergrundlayer Topographische Karte.
8. ↑  Einzugsgebiet abgemessen auf dem Hintergrundlayer Topographische Karte.
9. ↑  Schutzgebiete nach den einschlägigen Layern.

### Andere Belege
1. ↑  Frühere Fischteiche nach:
  - Meßtischblatt 7023 Murrhardt von 1903 in der Deutschen Fotothek
2. ↑  Hansjörg Dongus: Geographische Landesaufnahme: Die naturräumlichen Einheiten auf Blatt 171 Göppingen. Bundesanstalt für Landeskunde, Bad Godesberg 1961. → Online-Karte (PDF; 4,3 MB)
3. ↑  Geologie nach den Layern zu Geologische Karte 1:50.000 auf: Mapserver des Landesamtes für Geologie, Rohstoffe und Bergbau (LGRB) (Hinweise)